# Tarvos (vệ tinh)
Tarvos /ˈtɑːrvɒs/, hoặc Saturn XXI, là một vệ tinh dị hình chuyển động cùng chiều của sao Thổ. Nó được phát hiện bởi John J. Kavelaars cùng các cộng sự vào ngày 23 tháng 9 năm 2000 và được chỉ định tạm thời là S/2000S 4. Tên được đặt vào tháng 8 năm 2003, theo tên của Tarvos, một vị thần được miêu tả là một vị thần bò tót mang theo ba con sếu dọc theo lưng từ thần thoại Gaulish.

## Quỹ đạo
Tarvos quay quanh Sao Thổ ở khoảng cách trung bình 18 triệu km trong 926 ngày và có đường kính khoảng 15 km (giả sử suất phản chiếu là 0,04). Nó có độ lệch quỹ đạo cao 0,53.
Nó là một thành viên của nhóm Gallic của các vệ tinh dị hình.

## Gốc
Với quỹ đạo tương tự và hiển thị màu đỏ nhạt tương tự, Tarvos được cho là có nguồn gốc từ sự chia tay của một tổ tiên chung   hoặc là một mảnh của Albiorix.